# 2018年亞洲運動會開幕禮
2018年亞洲運動會開幕禮乃2018年亞洲運動會的開幕典禮，於印尼時間2018年8月18日下午七時舉行。舉行地為可容納超過7萬人的格羅拉蓬卡諾體育場。

## 流程
- 印度尼西亞總統佐科·維多多騎重型機車表演進場。
- 表演:5000名舞者齊力表演。由知名舞蹈家丹尼·馬里克（Denny Malik）和艾可．蘇布里揚托（Eko Supriyanto）編舞。
- 運動員進場。
- 印尼創作歌手吐魯斯(Tulus)、印尼兒童合唱團－升印尼國旗、唱印尼國歌。
- 演唱嘉賓:、當紅女歌星賴莎·安德雅娜（Raisa Andriana）、維雅·瓦爾倫（Via Vallen）、印尼搖滾天團主唱阿里爾·諾亞（Ariel NOAH）等。
- 印度尼西亞總統佐科·維多多宣佈本屆亞運會的開幕。
- 升亞洲運動會會旗。
- 運動員與裁判宣誓。
- 演唱嘉賓:印尼國寶級女歌手安谷（Anggun）
- 點燃聖火儀式。
- 印尼歌手群(ariel、 anji 、 afgan、rossa、Cita Citata等)演唱2018亞運主題曲《Bright As the Sun 》太陽般閃耀。

## 主舞台
體育場內搭建一個長120公尺、寬30公尺、高26公尺，以層疊起伏的山脈為背景並搭配印尼當地特有植物和花卉及70噸的水為主。

## 出席嘉賓
- 印尼總統佐科維多多
- 前印尼總統哈比比
- 前印尼總統梅加瓦蒂
- 南韓總理李洛淵
- 中国国务院副总理孙春兰
- 北韓副總理李龍南
- 香港民政事務局局長劉江華

## 相關問題
有記者與觀眾批評開幕禮的相關配套與服務不足，包括場館的交通接駁與嚴重的空氣污染問題。